# Перрі (округ, Індіана)
Шаблон:StateAbbr_ 38°05′ пн. ш. 86°38′ зх. д. / 38.08° пн. ш. 86.64° зх. д.
Округ Перрі (англ. Perry County) — округ (графство) у штаті Індіана, США. Ідентифікатор округу 18123.

## Історія
Округ утворений 1814 року.

## Демографія
За даними перепису
2000 року
загальне населення округу становило 18899 осіб, зокрема міського населення було 8978, а сільського — 9921.
Серед мешканців округу чоловіків було 9771, а жінок — 9128. В окрузі було 7270 домогосподарств, 5071 родин, які мешкали в 8223 будинках.
Середній розмір родини становив 2,96.
Віковий розподіл населення поданий у таблиці:
| Стать    | До 15 років | 15-21 | 22-29 | 30-39 | 40-49 | 50-65 | 65-85 | Понад 85 |
| -------- | ----------- | ----- | ----- | ----- | ----- | ----- | ----- | -------- |
| Чоловіки | 1797        | 1075  | 1107  | 1560  | 1616  | 1491  | 1021  | 104      |
| Жінки    | 1678        | 899   | 770   | 1218  | 1403  | 1467  | 1463  | 230      |

## Суміжні округи
- Кроуфорд — північ
- Мід, Кентуккі — південний схід
- Брекінрідж, Кентуккі — південь
- Генкок, Кентуккі — південний захід
- Спенсер — захід
- Дюбойс — північний захід

## Виноски
1. ↑  U.S. Decennial Census. United States Census Bureau. Архів оригіналу за 2 серпня 2018. Процитовано 10 липня 2014.
2. ↑  Historical Census Browser. University of Virginia Library. Архів оригіналу за 11 серпня 2012. Процитовано 10 липня 2014.
3. ↑  Population of Counties by Decennial Census: 1900 to 1990. United States Census Bureau. Архів оригіналу за 4 жовтня 2014. Процитовано 10 липня 2014.
4. ↑  Census 2000 PHC-T-4. Ranking Tables for Counties: 1990 and 2000 (PDF). United States Census Bureau. Архів оригіналу (PDF) за 18 грудня 2014. Процитовано 10 липня 2014.
5. ↑  Perry County QuickFacts. United States Census Bureau. Архів оригіналу за 18 лютого 2016. Процитовано 25 вересня 2011.(англ.) Наведено за англійською вікіпедією.
6. ↑  American FactFinder. Бюро перепису населення США. Архів оригіналу за 26 лютого 2012. Процитовано 31 січня 2008.

| США | Це незавершена стаття з географії США. Ви можете допомогти проєкту, виправивши або дописавши її. |